# 青木英一
青木 英一（あおき ひでかず、1942年 - ）は、おもに工業地理学を研究した日本の経済地理学者、敬愛大学名誉教授。

## 経歴
1962年に日本大学文理学部地理学科に入学し、地理学を学んだ。進路は就職を希望していたが籠瀬良明の勧めを受け、大学院への進学を志し、工業地理学の研究を始めた。
1966年に理工学研究科地理学専攻に進学し、東京教育大学の幸田清喜や、生産工学部の笹生仁のもとにも通って学んだ。
1971年に大学院を満期退学し、東京都立両国高等学校の教員となって地理を担当し、以降、都立高校の教員として働きながら研究を続けた。1984年には、「日本における工業都市の地域構造に関する研究 労働力需給を通して」により、日本大学から理学博士を取得した。
1987年には千葉敬愛経済大学（後の敬愛大学）経済学部の教員となり、翌1988年には、北村嘉行や上野和彦らが組織した工業地理視察団に参加して、中国を訪問し、以降、中国でも工業の調査をおこなうようになった。
敬愛大学では、教授に昇任し、2014年に定年退職して、名誉教授となったが、その後も2年間にわたって特任教授として活動した。

## おもな業績

### 単著
- 工業地域の労働力需給、大明堂、1987年
- 首都圏工業の構造、大明堂、1997年

### 共著
- （北村嘉行との共著）世界を読む、大明堂、1997年
  - （北村嘉行との共著）世界を読む 改訂版、原書房、2005年

### 共編著
- （仁平耕一との共編著）変貌する千葉経済：新しい可能性を求めて（敬愛大学学術叢書 12）、白桃書房、2011年